# Theodorus Boosten
Theodorus Boosten (Hoensbroek, 1929 – 1994) holland nemzetközi labdarúgó-játékvezető.

## Pályafutása

### Nemzeti játékvezetés
Pályafutása során hazája legfelső szintű labdarúgó-bajnokságának játékvezetője lett. Az aktív nemzeti játékvezetéstől 1976-ban, a holland játékvezetői korhatár elérésével vonult vissza.

### Nemzetközi játékvezetés
A Holland labdarúgó-szövetség Játékvezető Bizottsága (JB) 1970-ben terjesztette fel nemzetközi játékvezetőnek, a Nemzetközi Labdarúgó-szövetség (FIFA) bíróinak keretébe. Több nemzetek közötti válogatott és klubmérkőzést vezetett vagy partbíróként szolgálta a labdarúgást. A holland nemzetközi játékvezetők rangsorában, a világbajnokság-Európa-bajnokság sorrendjében többedmagával a 31. helyet foglalja el 1 találkozó szolgálatával. Az aktív nemzetközi játékvezetéstől 1976-ban vonult vissza.

#### Európa-bajnokság
Az európai-labdarúgó torna döntőjéhez vezető úton Jugoszláviába az V., az 1976-os labdarúgó-Európa-bajnokságra az UEFA JB játékvezetőként foglalkoztatta.
| Időpont           | Helyszín                   | Mérkőzés típusa           | Mérkőzés                  | Eredmény | Nézők száma |
| ----------------- | -------------------------- | ------------------------- | ------------------------- | -------- | ----------- |
| 1974. október 30. | Råsunda Stadion, Stockholm | előselejtező (3. csoport) | Svédország–Észak-Írország | 0 : 2    | 18 131      |

Budapesten az UEFA XXIX. ifjúsági tornájára érkezett a holland csapattal. 
| Időpont | Helyszín                   | Mérkőzés típusa | Mérkőzés                 | Eredmény |
| ------- | -------------------------- | --------------- | ------------------------ | -------- |
| 1976.   | Kijelölt Stadion, Budapest | döntő           | Magyarország–Szovjetunió | 0 : 1    |

#### Nemzetközi kupamérkőzések

##### Bajnokcsapatok Európa-kupája
A 18. szezonban a magyar bajnokcsapat a negyeddöntőig jutott.
| Időpont         | Helyszín                 | Mérkőzés típusa            | Mérkőzés              | Eredmény |
| --------------- | ------------------------ | -------------------------- | --------------------- | -------- |
| 1973. július 3. | Olimpiai Stadion, Torino | negyeddöntő első találkozó | Franciaország–Belgium | 0 : 0    |

## Külső hivatkozások
- Theodorus Boosten. World Referee. [2012. október 7-i dátummal az eredetiből archiválva]. (Hozzáférés: 2011. március 11.)
- Theodorus Boosten. zerozerofootball.com. (Hozzáférés: 2011. március 12.)[halott link]
- Theodorus Boosten. scoreshelf.com. [2016. március 11-i dátummal az eredetiből archiválva]. (Hozzáférés: 2011. március 11.)
- Theodorus Boosten. rsssf.com. (Hozzáférés: 2011. március 11.)